# Marino Marić
Marino Marić (født 1. juni 1990 i Mostar, SFR Jugoslavien) er en kroatisk håndboldspiller som spiller for MT Melsungen og Kroatiens herrehåndboldlandshold.
Han deltog under EM i håndbold 2020 i Sverige/Østrig/Norge.